# Betänketid
Betänketid är en mekanism i turneringsspel i nästan alla brädspel som är avsedda för två spelare. På sådant sätt kan varje omgång av matchen sluta i tid och turneringen kan fortsätta. Varje spelare får dessutom lika chanser, eftersom spelarna får lika mycket tid vardera att förbruka under spelets gång (om inte turneringen har tidshandikapp). Betänketid verkställs vanligtvis med hjälp av spelklockor, som exempelvis schackklockor. Schackspelaren måste använda samma hand vid klocktryckningen som vid pjäsförflyttningen.
Tidsnöd är en situation som uppstår då väldigt lite tid återstår på spelarens klocka samtidigt som spelaren måste slutföra sin serie av återstående drag (beroende på betänketiden).